# Amblyraja
Genre
Amblyraja est un genre de raies.

## Liste des espèces
- Amblyraja badia (Garman, 1899)
- Amblyraja doellojuradoi (Pozzi, 1935)
- Amblyraja frerichsi Krefft, 1968
- Amblyraja georgiana (Norman, 1938)
- Amblyraja hyperborea (Collett, 1879)
- Amblyraja jenseni (Bigelow et Schroeder, 1950)
- Amblyraja radiata (Donovan, 1808) — Raie épineuse
- Amblyraja reversa (Lloyd, 1906)
- Amblyraja robertsi (Hulley, 1970)
- Amblyraja taaf (Meissner, 1987)